# Quintus Fabius Maximus
För andra betydelser, se Quintus Fabius Maximus (olika betydelser).

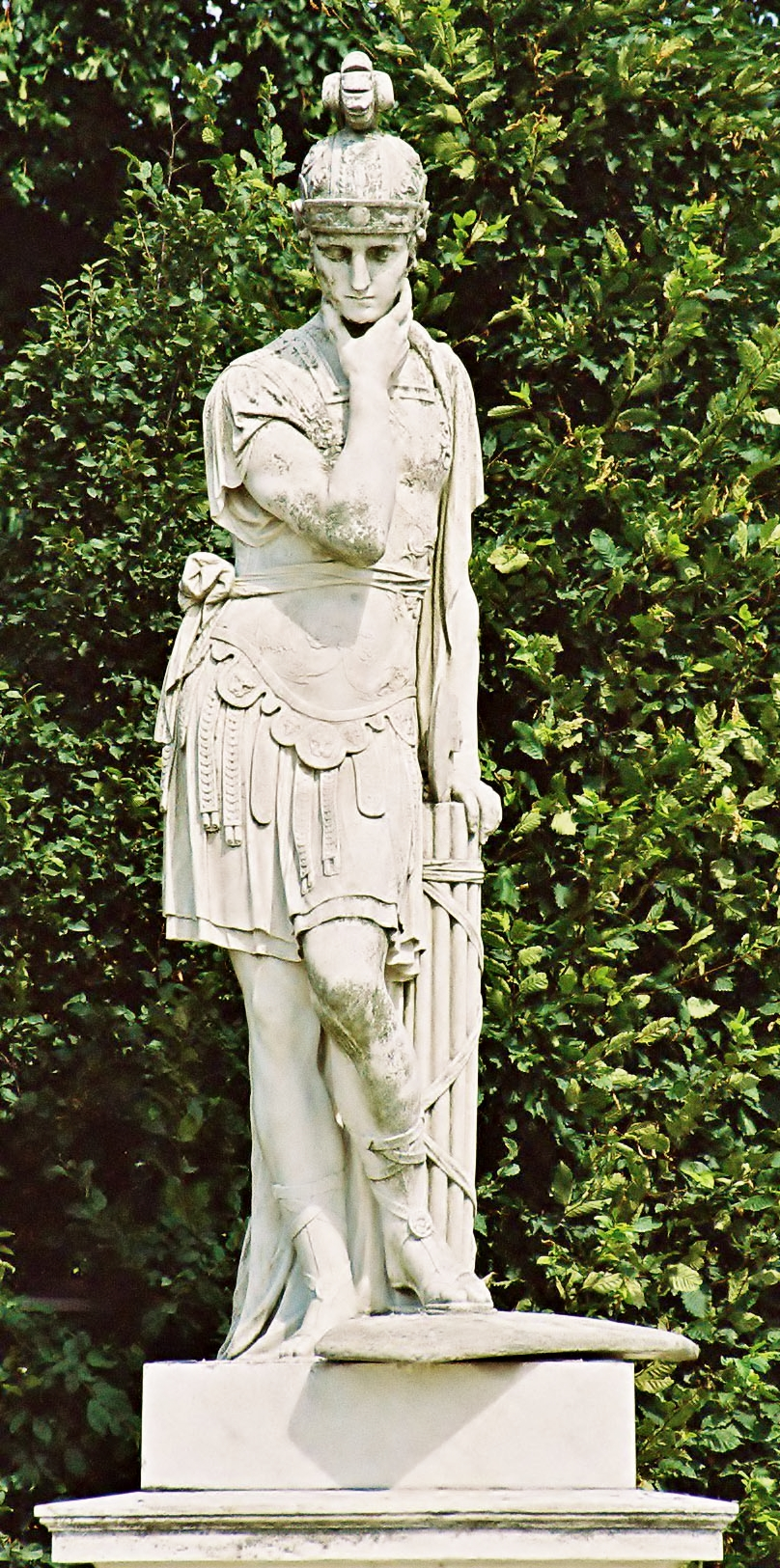
Staty föreställande Quintus Fabius Maximus. Schönbrunns slottspark.

Quintus Fabius Maximus Verrucosus Cunctator, född omkring 275 f.Kr., död 203 f.Kr., var en romersk politiker och fältherre, mest känd för sina insatser under det andra puniska kriget (218–201 f.Kr.). Han blev konsul fem gånger och diktator två gånger. 
Under sitt första konsulat segrade han över ligurerna och blev censor 230 f.Kr. Efter det romerska nederlaget vid Trasimenska sjön under andra puniska kriget valdes Fabius till diktator 217 f.Kr. Han fick, på grund av sin taktik att inte direkt angripa Hannibal utan genom gerillakrigföring försvaga dennes trupper, smeknamnet Cunctator (av latin cunctari, "tveka", "dröja"), sölaren och paedagogus efter benämningen på den slav som följde en skolpojke och bar hans böcker. Efter att Fabius nedlagt sin diktatur, övergav romarna hans taktik, vilket ledde till nederlaget i slaget vid Cannae år 216 f.Kr. Han blev vald till konsul ytterligare tre gånger före sin död år 203 f.Kr.